# Makoto Furukawa
Pour les articles homonymes, voir Furukawa.
Makoto Furukawa  (古川真人, Furukawa Makoto) né le 29 juillet 1988, originaire de la ville de Fukuoka est un romancier japonais.
Makoto Furukawa sort diplômé d'une école de pharmacie après avoir abandonné la faculté de lettres de l'université Kokugakuin.
En 2016, son roman Nuwanba naran (縫わんばならん, litt. « Cousu ») lui permet d'être sélectionné à la fois pour le prix Shincho du débutant (attribué à un premier roman), qu'il remporte et pour le prix Akutagawa, le prix littéraire le plus renommé du Japon,.。
L'année suivante Shi-ji-sugi no fune (四時過ぎの船, litt. « Le bateau de 4 h ») lui obtient une nouvelle sélection pour le Prix Akutagawa, ainsi qu'une sélection pour le Prix  Mishima,.
En 2019, Rakko no ie (ラッコの家, litt. « La maison des loutres »), son troisième roman est encore sélectionné pour le prix Akutagawa.
En 2020, après trois échecs, il remporte ce prix pour Seitaka Awadachisō (背高泡立草, litt. « Hautes herbes »). Ce dernier roman raconte la vie d'une famille sur l'île d'Azuchiōshima (dépendant de la ville d'Hirado, de préfecture de Nagasaki. Sa mère étant originaire de cette île, Furakawa en utilise fréquemment le dialecte spécifique (basé sur le dialecte de Nagasaki) dans son œuvre.
Makoto Furukawa vit actuellement dans la ville de Yokohama.

## Œuvres
- Nuwanba naran (縫わんばならん?, litt. « Cousu »), Shinchosha, 2017
- Shi-ji-sugi no fune (四時過ぎの船?, litt. « Le bateau de 4 h »), Shinchosha, 2017
- Rakko no ie (ラッコの家?, litt. « La maison des loutres »), Bungei Shunju, 2019
- Seitaka Awadachisō (背高泡立草?, litt. « Hautes herbes »), Shueisha, 2020